# Piet Hein (Wissenschaftler)

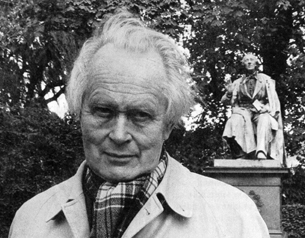
Piet Hein vor der H. C. Andersen-Statue in Kopenhagen (1983)

Piet Hein (* 16. Dezember 1905 in Kopenhagen; † 18. April 1996 auf Fünen) war ein dänischer Physiker, Mathematiker, Erfinder und Literat.
Sein Studium absolvierte er am Institut für Theoretische Physik der Universität Kopenhagen (das spätere Niels-Bohr-Institut) sowie an Dänemarks Technischer Universität. Die Universität Yale verlieh ihm 1972 die Ehrendoktorwürde.
Piet Hein war ein direkter Nachkomme von Piet Pieterszoon Heyn, dem holländischen Nationalhelden des 16. Jahrhunderts.

## Leistungen
Piet Hein ist durch Werke wie die Spiele Hex, Tangloids, Morra, Tower, Polytaire, TacTix, Nimbi und den Somawürfel sowie Tausende von ihm selbst illustrierten, Gruks genannten Kurzgedichten berühmt geworden.

Piet Hein SUPERELLIPSE®

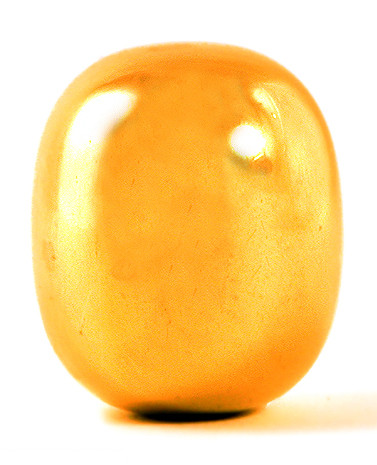
„Superei“ aus Messing

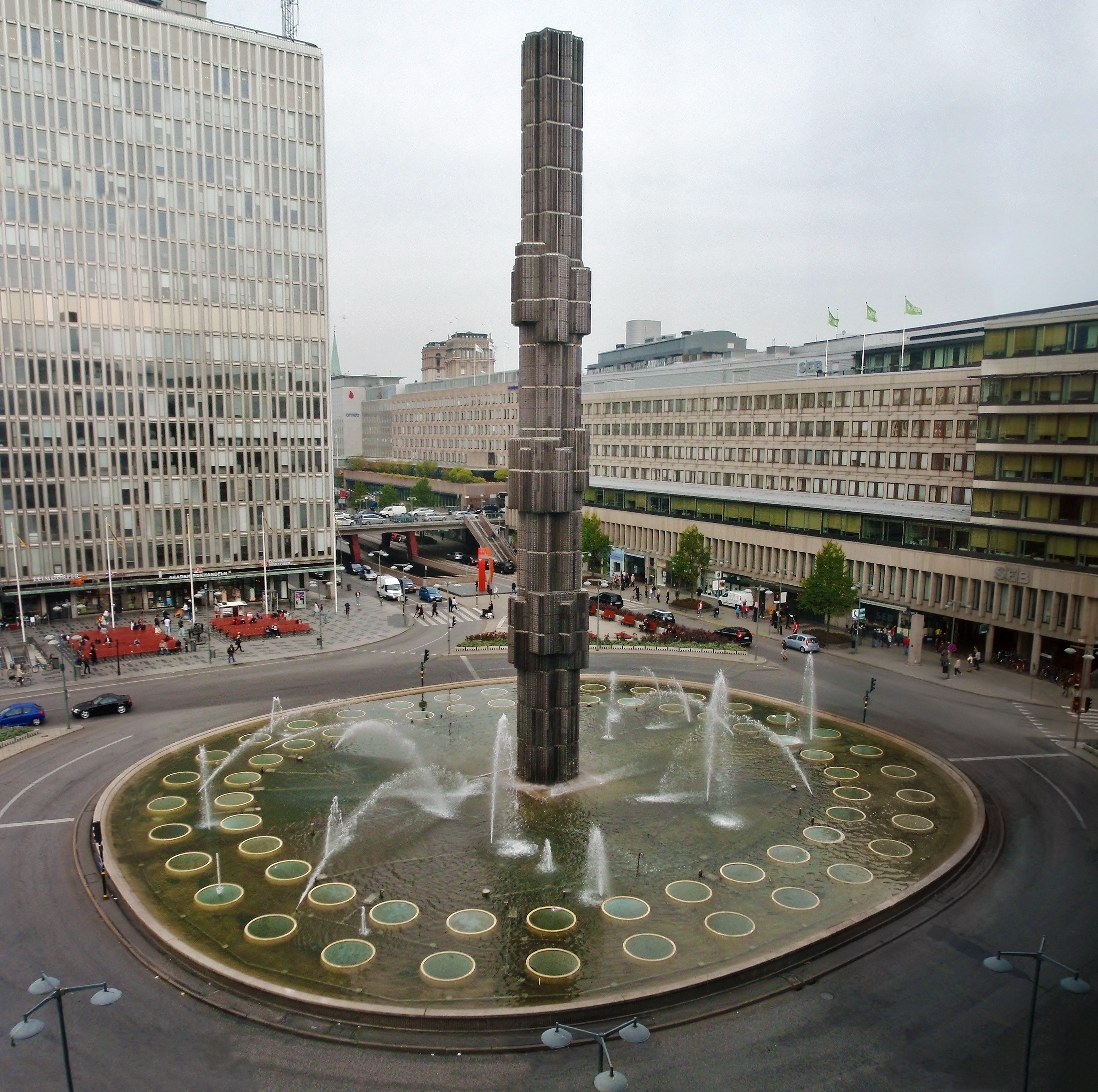
Sergels Torg (Stockholm) mit dem Springbrunnen als Superellipse von Piet Hein

Im Jahr 1959 erhielt er von der Stadtverwaltung Stockholm den Auftrag, die ideale Form eines Kreisverkehrs auf einem neu zu gestaltenden Platz (Sergels Torg) zu gestalten. Auf der Suche nach einem Kompromiss zwischen einem Rechteck (dessen Seiten parallel zu der Begrenzung des Platzes wären) und einem Kreis (bei dem der Verkehrsfluss optimiert würde) erzielte er durch Verwendung einer mathematischen Formel von Gabriel Lamé eine Kombination aus beidem: Die Superellipse und als Spezialfall davon den Superkreis.
Im Weiteren beförderte er die Anwendung der Superellipse (auch Lamésche Kurve genannt) in der Architektur, der Stadtplanung und im (Möbel-)Design (Tisch Superellipse (1964) in Zusammenarbeit mit Bruno Mathsson, Super-Ei). In diesem Zusammenhang schuf er die Marke SUPERELLIPSE®.
Der amerikanische Wissenschaftsjournalist Martin Gardner schrieb 1965 in einem seiner Beiträge für den Scientific American über Piet Hein:
Betrachten wir das … Superei … Es genügt einer Gleichung mit dem Exponenten 2½ und einem Höhen-Breiten-Verhältnis von 4:3. Es sieht aus, als würde es umkippen, aber es tut es nicht. Diese gespenstische Stabilität, die das Superei auf beiden Seiten besitzt, kann als Symbolik des superelliptischen Gleichgewichts zwischen dem Rechteckigen und dem Runden angesehen werden und gilt wiederum als ein schönes Symbol für das ausgeglichene Wesen von Menschen wie Piet Hein einer ist, die ein erfolgreiches Bindeglied zwischen C. P. Snows »zwei Kulturen« bilden.

## Auszeichnungen und Ehrungen
- 1968 – Alexander Graham Bell Silver Bell
- 1969 – Emil-Aarestrup-Medaille
- 1971 – Industrial Design Prize, Oslo (1971)
- 1971 – iF Industrie Forum Design, Hannover
- 1972 – Ehrendoktor an der Yale University, Connecticut
- 1973 – Huitième Salon Internationale du Lumiaire
- 1975 – Ehrenhandwerker des Jahres (dänisch Årets æreshåndværker), Kopenhagen
- 1978 – The Storm Petersen Prize
- 1978 – Ehrenmitglied in dem „Königlich Kopenhagener Schützenverein und Dänische Bruderschaft“ (dänisch Det Kongelige Kjøbenhavnske Skydeselskab og Danske Broderskab)
- 1978 – Läkerol-Kulturpreis
- 1980 – The international Aphia-Prize, Paris
- 1983 – Nobel Vorlesung: Creative Thinking in Science and in human Relations, Stockholm
- 1985 – Verdienstmedaille Ingenio et arti in Gold, überreicht von Königin Margrethe II., Kopenhagen[1]
- 1989 – Jahrespreis des Dänischen Designrates (dänisch Dansk Designråd)
- 1990 – Tietgen Medaille
- 1991 – Ehrendoktor der Odense Universität

Quelle:

## Persönliches
Piet Hein war viermal verheiratet und hatte fünf Söhne aus seinen letzten drei Ehen.
- 1937: Mit Gunver Holck verheiratet, geschieden.
- 1942: Verheiratet mit Gerda Ruth (Nena) Conheim, geschieden.
  - Söhne: Juan Alvaro Hein, geboren am 9. Januar 1943; Andrés Humberto Hein, geboren am 30. Dezember 1943.
- 1947: Verheiratet mit Anne Cathrina (Trine) Krøyer Pedersen, geschieden.
  - Sohn: Lars Hein, geboren am 20. Mai 1950.
- 1955: Verheiratet mit Gerd Ericsson, am 3. November 1968 gestorben.
  - Söhne: Jotun Hein, geboren am 19. Juli 1956; Hugo Piet Hein, geboren am 16. November 1963.

## Werke
- Grooks. Borgens, Kopenhagen 1998, ISBN 87-418-1079-1
- Collected Grooks I. Borgens, Kopenhagen 1999, ISBN 87-21-01859-6
- Collected Grooks II. Borgens, Kopenhagen 2000, ISBN 87-21-01861-8